# Sakskøbing Stadion
Inges Auto Park eller Sakskøbing Stadion er et fodboldstadion i Sakskøbing, som er hjemsted for BK Frem Sakskøbing.